# 1660
Il 1660 (MDCLX in numeri romani) è un anno bisestile del XVII secolo.

## Eventi
- Matrimonio fra Luigi XIV e Maria Teresa di Spagna (figlia di Filippo IV di Spagna) a suggello della pace dei Pirenei.
- 4 aprile – Dichiarazione di Breda: Carlo II d'Inghilterra concede amnistia politica e tolleranza religiosa, impegnandosi a non riportare l'assolutismo.
- 3 maggio – Trattato di Oliva: La Svezia ottiene la Livonia; il Brandeburgo viene accettato come autorità sovrana nella Prussia ducale; Giovanni II Casimiro ritira le sue pretese al trono svedese.
- 27 maggio – Trattato di Copenaghen: Accordo tra l'Impero svedese e l'alleanza di Danimarca-Norvegia che mette fine alla Seconda guerra del nord.
- 29 maggio – Restaurazione monarchica in Inghilterra: l'esercito fa convocare una Convenzione Parlamentare, che sancisce il ritorno sul trono degli Stuart con Carlo II, figlio del decapitato Carlo I.
- Richard Cromwell rinuncia al titolo di Lord Protettore d'Inghilterra e Irlanda.
- 28 novembre – A Londra viene fondata la Royal Society.
- Nascita del Grand Tour, viaggio effettuato in tutta l'Europa esclusivamente da ricche famiglie nobili dove completavano la loro istruzione culturale, artistica e umana, acquisendo una nuova visione del mondo.

## Nati

### Gennaio
- 1º gennaio - Domenico Gagliardi, medico, scrittore e filosofo italiano († 1745)
- 2 gennaio - Francesco II d'Este, nobile italiano († 1694)
- 5 gennaio - Giacomo Parravicino, pittore italiano († 1729)

### Febbraio
- 10 febbraio - Antonio Francesco Sanvitale, cardinale e arcivescovo cattolico italiano († 1714)
- 24 febbraio - John Murray, I duca di Atholl, nobile, politico e ufficiale scozzese († 1724)

### Marzo
- 5 marzo - Paolo Vallaresso, vescovo cattolico italiano († 1723)
- 10 marzo - Colombino Bassi, vescovo cattolico italiano († 1732)
- 10 marzo - Andrea Riggio, patriarca cattolico italiano († 1717)
- 15 marzo - Olaus Rudbeck il Giovane, esploratore e scienziato svedese († 1740)
- 22 marzo - Eleonora Sofia di Sassonia-Weimar, nobildonna tedesca († 1687)
- 24 marzo - Filippo Antonio Gualterio, cardinale, arcivescovo cattolico e collezionista d'arte italiano († 1728)
- 27 marzo - Lodovico Sergardi, poeta italiano († 1726)
- 28 marzo - Arnold Houbraken, pittore e scrittore olandese († 1719)

### Aprile
- 6 aprile - Johann Kuhnau, musicista e compositore tedesco († 1722)
- 10 aprile - Leonardo Julio Capuz, scultore spagnolo († 1731)
- 16 aprile - Hans Sloane, medico e naturalista britannico († 1753)
- 24 aprile - Cornelis Dusart, pittore, disegnatore e incisore olandese († 1704)
- 26 aprile - Pellegrino Antonio Orlandi, storico dell'arte e bibliografo italiano († 1727)

### Maggio
- 2 maggio - Luigi Giulio di Savoia, militare italiano († 1683)
- 2 maggio - Alessandro Scarlatti, compositore italiano († 1725)
- 11 maggio - Johann Rudolf Byss, pittore svizzero († 1738)
- 20 maggio - Marcantonio III Borghese, III principe di Sulmona, nobile italiano († 1729)
- 28 maggio - Giorgio I di Gran Bretagna, nobile († 1727)

### Giugno
- 5 giugno - Sarah Churchill, duchessa di Marlborough, nobile inglese († 1744)
- 9 giugno - Luigi Antonio del Palatinato-Neuburg, arcivescovo cattolico tedesco († 1694)
- 12 giugno - Fabio Bonvicini, ammiraglio italiano († 1715)
- 16 giugno - Niccolò del Giudice, cardinale italiano († 1743)
- 24 giugno - Giovan Battista Fagiuoli, scrittore, poeta e drammaturgo italiano († 1742)
- 28 giugno - Giovanni Vincenzo Lucchesini, filologo, storico e traduttore italiano († 1744)

### Luglio
- 16 luglio - Jakob Prandtauer, architetto austriaco († 1726)
- 24 luglio - Charles Talbot, I duca di Shrewsbury, politico e diplomatico inglese († 1718)
- 25 luglio - Scipione Guidi di Bagno, generale italiano († 1721)

### Agosto
- 2 agosto - Luis Francisco de la Cerda y Aragón, politico e nobile spagnolo († 1711)
- 4 agosto - Sofia Edvige di Sassonia-Merseburg, principessa tedesca († 1686)
- 15 agosto - Louis Feuillée, astronomo, botanico e geografo francese († 1732)
- 16 agosto - Leopoldo Ignazio di Dietrichstein, nobile austriaco († 1708)
- 27 agosto - Claude-François Fraguier, religioso e letterato francese († 1728)

### Settembre
- 12 settembre - Wolfgang Hannibal von Schrattenbach, cardinale austriaco († 1738)
- 26 settembre - Giorgio Guglielmo di Legnica, duca († 1675)
- 26 settembre - Giovanni Battista Stella, arcivescovo cattolico italiano († 1725)

### Ottobre
- 1º ottobre - Agostino Pipia, cardinale e vescovo cattolico italiano († 1730)
- 4 ottobre - Francesco Trivellini, pittore italiano († 1738)
- 14 ottobre - Girolamo Gigli, letterato e commediografo italiano († 1722)
- 14 ottobre - Domenico Piro, poeta italiano († 1696)
- 20 ottobre - Robert Bertie, I duca di Ancaster e Kesteven, nobile e militare britannico († 1723)
- 21 ottobre - Johann Hieronymus von Jungen, militare e generale austriaco († 1732)
- 23 ottobre - Gianantonio Davia, cardinale e arcivescovo cattolico italiano († 1740)
- 30 ottobre - Albrecht Konrad Finck von Finckenstein, generale prussiano († 1735)
- 30 ottobre - Ernesto Augusto di Schleswig-Holstein-Sonderburg-Augustenburg, nobile tedesco († 1731)

### Novembre
- 12 novembre - Francesco Maria de' Medici, nobile e cardinale italiano († 1711)
- 16 novembre - Laura Pico della Mirandola, nobile italiana († 1720)
- 20 novembre - Daniel Ernst Jablonski, teologo tedesco († 1741)
- 22 novembre - Francesco Carlo di Auersperg, nobile e militare austriaco († 1713)
- 28 novembre - Maria Anna Vittoria di Baviera, nobildonna († 1690)
- 30 novembre - Victor Marie d'Estrées, ammiraglio francese († 1737)

### Dicembre
- 4 dicembre - André Campra, compositore e direttore d'orchestra francese († 1744)
- 4 dicembre - Baldassarre Cattaneo Della Volta Paleologo, nobiluomo e mecenate italiano († 1739)
- 10 dicembre - Giuseppe Olgiati, vescovo cattolico italiano († 1736)
- 15 dicembre - Giovanni Camillo Sagrestani, pittore italiano († 1731)
- 25 dicembre - Charles Somerset, marchese di Worcester, nobile inglese († 1698)
- 26 dicembre - Peter Schenk, incisore, editore e cartografo olandese († 1711)
- 27 dicembre - Veronica Giuliani, mistica e badessa italiana († 1727)

### Senza giorno specificato
- Giacomo Maria Airoli, gesuita e orientalista italiano († 1721)
- Matteo Alberti, architetto italiano († 1716)
- Giovanni Henrico Albicastro, compositore tedesco († 1730)
- Filippo Aldrovandi, politico italiano († 1748)
- Antonio Amorosi, pittore italiano († 1738)
- Bartolomeo Bernardi, compositore e violinista italiano († 1732)
- Giovanni Battista Brughi, pittore italiano († 1730)
- Kondratij Afanas'evič Bulavin, rivoluzionario russo († 1708)
- Teodoro Calmășu, nobile rumeno († 1740)
- Angelo Maria Crivelli, pittore italiano († 1730)
- Edmund Culpeper, incisore e ottico inglese († 1738)
- Mathieu de la Porte, matematico francese († 1722)
- Daniel Defoe, scrittore e giornalista britannico († 1731)
- Vittorio Demignot, artista e artigiano italiano († 1743)
- Thomas Dover, medico e corsaro britannico († 1742)
- Jeanne Dumée, astronoma francese († 1706)
- Dupont detto Pointié, pittore fiammingo († 1712)
- John Faber detto il Vecchio, disegnatore e incisore olandese († 1721)
- Nunzio Ferraiuoli, pittore italiano († 1735)
- Giuseppe Ferrara, architetto italiano († 1743)
- Pompeo Ferrari, architetto italiano († 1736)
- Johann Joseph Fux, compositore e teorico della musica austriaco († 1741)
- Alessandro Gagliano, liutaio italiano († 1728)
- Yvo Gaukes, medico tedesco († 1738)
- François Armand Gervaise, religioso francese († 1751)
- Jean Pierre Gibert, giurista francese († 1736)
- Pëtr Alekseevič Golicyn, nobile russo († 1722)
- Gavriil Ivanovič Golovkin, politico russo († 1734)
- Michiel van der Gucht, incisore fiammingo († 1725)
- Francis Hauksbee, scienziato britannico († 1713)
- William Herbert, II marchese di Powis, nobile britannico († 1745)
- Friedrich Hoffmann, medico tedesco († 1742)
- Ichikawa Danjūrō I, attore teatrale e scrittore giapponese († 1704)
- Andreas Jäger, filologo e religioso svedese († 1730)
- Mathieu Lanes, compositore, organista e clavicembalista francese († 1725)
- Jean Laurent Le Semelier, teologo francese († 1725)
- Edward Lhuyd, naturalista, botanico e linguista gallese († 1709)
- Armand Claude Mollet, architetto francese († 1742)
- Alexander Montgomerie, IX conte di Eglinton, nobile scozzese († 1729)
- Pietro Morettini, architetto e ingegnere militare svizzero († 1737)
- Doricilio Moscatelli, architetto e ingegnere italiano († 1739)
- Giacomo Muttone, architetto italiano († 1742)
- Tommaso Olivieri, vescovo cattolico e teologo italiano († 1719)
- Carlo Federico Pietrasanta, architetto italiano († 1735)
- Antonio Puglieschi, pittore italiano († 1732)
- Matteo Ragonisi, pittore italiano († 1734)
- Federico II de' Rossi, condottiero italiano († 1754)
- Margherita Salicola, cantante lirica italiana († 1717)
- Massimo Santoro Tubito, presbitero e scrittore italiano
- Thomas Southerne, drammaturgo irlandese († 1746)
- Giovanni Antonio Tani, stuccatore e architetto italiano († 1730)
- Francesco Antonio Tullio, librettista e poeta italiano († 1737)
- Jan Van Vianen, incisore, pittore e disegnatore olandese († 1726)
- Gerolamo Veneroso, doge italiano († 1739)
- Benedetto Viale, doge († 1749)
- Annibale Visconti, nobile e generale italiano († 1747)
- Xiao Gong Ren, imperatrice e principessa cinese († 1723)
- Giovanni Maria delle Piane, pittore italiano († 1745)

## Morti

### Gennaio
- 11 gennaio - Akita Sanesue, militare giapponese (n. 1576)
- 16 gennaio - Peter Wtewael, pittore olandese (n. 1596)

### Febbraio
- 2 febbraio - Giovanni Lorenzo Baldano, poeta e magistrato italiano (n. 1576)
- 2 febbraio - Govert Flinck, pittore olandese (n. 1615)
- 2 febbraio - Leonardo Foscolo, militare italiano (n. 1588)
- 2 febbraio - Gastone d'Orléans, principe francese (n. 1608)
- 6 febbraio - Martin de Redin, militare spagnolo (n. 1590)
- 8 febbraio - Carlo Augusto di Sales, vescovo cattolico francese (n. 1606)
- 10 febbraio - Saul Levi Morteira, rabbino olandese (n. 1596)
- 10 febbraio - Judith Leyster, pittrice e disegnatrice olandese (n. 1609)
- 13 febbraio - Carlo X Gustavo di Svezia, sovrano (n. 1622)
- 19 febbraio - William Douglas, I marchese di Douglas, nobile scozzese (n. 1589)
- 20 febbraio - Giovan Battista Pellizzari, pittore italiano (n. 1598)

### Marzo
- 1º marzo - Alessandro III d'Imerezia, re (n. 1609)
- 5 marzo - Felice Ficherelli, pittore italiano (n. 1605)
- 7 marzo - Ferdinando Orsini, nobile italiano
- 15 marzo - Luisa di Marillac, religiosa francese (n. 1591)
- 19 marzo - Giulio Taddeo Guasco, religioso e presbitero italiano (n. 1590)
- 26 marzo - Mihnea III di Valacchia, nobile rumeno

### Aprile
- 4 aprile - Enno Luigi della Frisia orientale, conte (n. 1632)
- 6 aprile - Michelangelo Cerquozzi, pittore italiano (n. 1602)
- 6 aprile - Giovanni Battista Hodierna, presbitero, astronomo e architetto italiano (n. 1597)
- 26 aprile - Elisabetta Carlotta del Palatinato-Simmern, nobile tedesca (n. 1597)

### Maggio
- 21 maggio - Adam Dollard des Ormeaux, militare francese (n. 1635)
- 29 maggio - Frans van Schooten, matematico olandese (n. 1615)

### Giugno
- 1º giugno - Mary Dyer,  inglese (n. 1611)
- 2 giugno - Francesco Maffei, pittore italiano
- 6 giugno - Annet de Clermont-Gessant, militare francese (n. 1587)
- 7 giugno - Giorgio II Rákóczi, principe (n. 1621)
- 8 giugno - Lorentz Eichstadt, medico e astronomo tedesco (n. 1596)
- 18 giugno - Elia IX, vescovo cristiano orientale siro
- 25 giugno - Gregorio Panzani, vescovo cattolico italiano (n. 1592)
- 30 giugno - William Oughtred, matematico inglese (n. 1574)

### Luglio
- 16 luglio - Giuseppe degli Aromatari, medico, letterato e botanico italiano (n. 1587)

### Agosto
- 2 agosto - Agostino Mitelli, pittore italiano (n. 1609)
- 6 agosto - Diego Velázquez, pittore spagnolo (n. 1599)
- 7 agosto - Giovanni IV della Frisia orientale-Rietberg, nobile tedesco (n. 1618)
- 10 agosto - Esmé Stewart, II duca di Richmond, nobile inglese (n. 1649)
- 14 agosto - Maria Gonzaga, nobile italiana (n. 1609)
- 20 agosto - Juan de Lugo, gesuita, cardinale e teologo spagnolo (n. 1583)
- 31 agosto - Johann Freinsheim, critico letterario tedesco (n. 1608)

### Settembre
- 8 settembre - Daniel Czepko, poeta e mistico tedesco (n. 1605)
- 12 settembre - Jacob Cats, poeta, giurista e politico olandese (n. 1577)
- 15 settembre - Giovanni Casimiro di Anhalt-Dessau, principe tedesco (n. 1596)
- 18 settembre - Enrico Stuart, nobile britannico (n. 1640)
- 27 settembre - Vincenzo de' Paoli, presbitero francese (n. 1581)
- 30 settembre - Cristoforo Widmann, cardinale italiano (n. 1617)

### Ottobre
- 4 ottobre - Francesco Albani, pittore italiano (n. 1578)
- 5 ottobre - Diomede V Carafa, duca (n. 1611)
- 6 ottobre - Paul Scarron, scrittore francese (n. 1610)
- 13 ottobre - Thomas Harrison, generale inglese (n. 1606)
- 16 ottobre - John Cooke,  britannico (n. 1608)
- 17 ottobre - Thomas Scot, politico inglese
- 17 ottobre - Adrian Scrope, militare inglese (n. 1601)
- 24 ottobre - William Seymour, II duca di Somerset, nobile britannico (n. 1588)

### Novembre
- 3 novembre - Giulio Cesare Barbera, arcivescovo cattolico italiano (n. 1593)
- 5 novembre - Lucy Percy, nobildonna e agente segreto britannica (n. 1599)
- 5 novembre - Alexandre de Rhodes, gesuita e missionario francese (n. 1591)
- 9 novembre - Francesco I Gallio, III duca di Alvito, nobile, diplomatico e militare italiano (n. 1590)
- 14 novembre - Juan Manuel de Zúñiga, ufficiale spagnolo (n. 1622)
- 14 novembre - Almerico d'Este, generale italiano (n. 1641)
- 16 novembre - Enrichetta di Lorena, principessa (n. 1605)
- 20 novembre - Giuseppe Maria Sanfelice, arcivescovo cattolico e diplomatico italiano (n. 1614)
- 22 novembre - Francis Annesley, I visconte Valentia, politico irlandese (n. 1585)
- 23 novembre - Adriaen Matham, incisore, pittore e disegnatore olandese
- 27 novembre - John Finch, politico inglese (n. 1584)
- 30 novembre - Caterina Ginnasi, pittrice italiana (n. 1590)
- 30 novembre - Francesco Carlo di Sassonia-Lauenburg, nobile tedesco (n. 1594)

### Dicembre
- 6 dicembre - Vincenzo Costaguti, cardinale italiano (n. 1612)
- 15 dicembre - Martino Longhi il Giovane, architetto italiano (n. 1602)
- 19 dicembre - Laura Malipiero,  italiana
- 22 dicembre - André Tacquet, matematico belga (n. 1612)
- 24 dicembre - Maria Enrichetta Stuart, principessa britannica (n. 1631)
- 24 dicembre - Gillis van Scheyndel, incisore, disegnatore e pittore olandese (n. 1595)

### Senza giorno specificato
- Gevherhan Sultan, principessa ottomana
- Paisios di Gerusalemme, vescovo ortodosso greco
- Diogo Andrada de Paiva, letterato portoghese (n. 1576)
- Giovanni Argoli, letterato italiano (n. 1609)
- Simone Barabino, pittore italiano (n. 1585)
- Jean Boulanger, pittore francese (n. 1606)
- Adoniram Byfield, religioso inglese
- Alonso Carbonel, architetto e scultore spagnolo (n. 1583)
- Giacomo Cavedone, pittore italiano (n. 1577)
- Charles Cecil, visconte Cranborne, nobile e politico britannico (n. 1619)
- Alexander Cooper, miniaturista inglese (n. 1609)
- Gérard Douffet, pittore fiammingo (n. 1594)
- Bernardino Gagliardi, pittore italiano (n. 1609)
- Orazio Giaccio, compositore italiano
- Luigi Gonzaga, condottiero italiano (n. 1599)
- Marco Antonio Gussio, vescovo cattolico italiano
- Peeter van Loon, pittore fiammingo
- Giuseppe Mattei Orsini, I duca di Paganica, militare, nobile e collezionista d'arte italiano (n. 1604)
- Chimalpahin, scrittore (n. 1579)
- Pieter Hendricksz Schut, incisore olandese (n. 1618)
- Antonius Maria Schyrleus de Rheita, ottico tedesco (n. 1597)
- Pieter Steenwijck, pittore e incisore olandese (n. 1615)
- Friedrich Stellwagen, organaro tedesco (n. 1603)
- Daniel Stolcius von Stolcenberg, alchimista, medico e astrologo boemo (n. 1600)
- Thomas Urquhart, scrittore scozzese (n. 1611)
- Giovan Battista Vanni, pittore italiano (n. 1600)
- Gasparo Zanetti, violinista e compositore italiano
- Lagâri Hasan Çelebi, aviatore ottomano (n. 1600)

## Calendario
| Calendario 1660 | Calendario 1660 | Calendario 1660 | Calendario 1660 | Calendario 1660 | Calendario 1660 | Calendario 1660 | Calendario 1660 | Calendario 1660 | Calendario 1660 | Calendario 1660 | Calendario 1660 | Calendario 1660 | Calendario 1660 | Calendario 1660 | Calendario 1660 | Calendario 1660 | Calendario 1660 | Calendario 1660 | Calendario 1660 | Calendario 1660 | Calendario 1660 | Calendario 1660 | Calendario 1660 | Calendario 1660 | Calendario 1660 | Calendario 1660 | Calendario 1660 | Calendario 1660 | Calendario 1660 | Calendario 1660 | Calendario 1660 | Calendario 1660 |
| --------------- | --------------- | --------------- | --------------- | --------------- | --------------- | --------------- | --------------- | --------------- | --------------- | --------------- | --------------- | --------------- | --------------- | --------------- | --------------- | --------------- | --------------- | --------------- | --------------- | --------------- | --------------- | --------------- | --------------- | --------------- | --------------- | --------------- | --------------- | --------------- | --------------- | --------------- | --------------- | --------------- |
|                 | 1               | 2               | 3               | 4               | 5               | 6               | 7               | 8               | 9               | 10              | 11              | 12              | 13              | 14              | 15              | 16              | 17              | 18              | 19              | 20              | 21              | 22              | 23              | 24              | 25              | 26              | 27              | 28              | 29              | 30              | 31              |                 |
| Gennaio         | Gi              | Ve              | Sa              | Do              | Lu              | Ma              | Me              | Gi              | Ve              | Sa              | Do              | Lu              | Ma              | Me              | Gi              | Ve              | Sa              | Do              | Lu              | Ma              | Me              | Gi              | Ve              | Sa              | Do              | Lu              | Ma              | Me              | Gi              | Ve              | Sa              |                 |
| Febbraio        | Do              | Lu              | Ma              | Me              | Gi              | Ve              | Sa              | Do              | Lu              | Ma              | Me              | Gi              | Ve              | Sa              | Do              | Lu              | Ma              | Me              | Gi              | Ve              | Sa              | Do              | Lu              | Ma              | Me              | Gi              | Ve              | Sa              | Do              |                 |                 |                 |
| Marzo           | Lu              | Ma              | Me              | Gi              | Ve              | Sa              | Do              | Lu              | Ma              | Me              | Gi              | Ve              | Sa              | Do              | Lu              | Ma              | Me              | Gi              | Ve              | Sa              | Do              | Lu              | Ma              | Me              | Gi              | Ve              | Sa              | Do              | Lu              | Ma              | Me              |                 |
| Aprile          | Gi              | Ve              | Sa              | Do              | Lu              | Ma              | Me              | Gi              | Ve              | Sa              | Do              | Lu              | Ma              | Me              | Gi              | Ve              | Sa              | Do              | Lu              | Ma              | Me              | Gi              | Ve              | Sa              | Do              | Lu              | Ma              | Me              | Gi              | Ve              |                 |                 |
| Maggio          | Sa              | Do              | Lu              | Ma              | Me              | Gi              | Ve              | Sa              | Do              | Lu              | Ma              | Me              | Gi              | Ve              | Sa              | Do              | Lu              | Ma              | Me              | Gi              | Ve              | Sa              | Do              | Lu              | Ma              | Me              | Gi              | Ve              | Sa              | Do              | Lu              |                 |
| Giugno          | Ma              | Me              | Gi              | Ve              | Sa              | Do              | Lu              | Ma              | Me              | Gi              | Ve              | Sa              | Do              | Lu              | Ma              | Me              | Gi              | Ve              | Sa              | Do              | Lu              | Ma              | Me              | Gi              | Ve              | Sa              | Do              | Lu              | Ma              | Me              |                 |                 |
| Luglio          | Gi              | Ve              | Sa              | Do              | Lu              | Ma              | Me              | Gi              | Ve              | Sa              | Do              | Lu              | Ma              | Me              | Gi              | Ve              | Sa              | Do              | Lu              | Ma              | Me              | Gi              | Ve              | Sa              | Do              | Lu              | Ma              | Me              | Gi              | Ve              | Sa              |                 |
| Agosto          | Do              | Lu              | Ma              | Me              | Gi              | Ve              | Sa              | Do              | Lu              | Ma              | Me              | Gi              | Ve              | Sa              | Do              | Lu              | Ma              | Me              | Gi              | Ve              | Sa              | Do              | Lu              | Ma              | Me              | Gi              | Ve              | Sa              | Do              | Lu              | Ma              |                 |
| Settembre       | Me              | Gi              | Ve              | Sa              | Do              | Lu              | Ma              | Me              | Gi              | Ve              | Sa              | Do              | Lu              | Ma              | Me              | Gi              | Ve              | Sa              | Do              | Lu              | Ma              | Me              | Gi              | Ve              | Sa              | Do              | Lu              | Ma              | Me              | Gi              |                 |                 |
| Ottobre         | Ve              | Sa              | Do              | Lu              | Ma              | Me              | Gi              | Ve              | Sa              | Do              | Lu              | Ma              | Me              | Gi              | Ve              | Sa              | Do              | Lu              | Ma              | Me              | Gi              | Ve              | Sa              | Do              | Lu              | Ma              | Me              | Gi              | Ve              | Sa              | Do              |                 |
| Novembre        | Lu              | Ma              | Me              | Gi              | Ve              | Sa              | Do              | Lu              | Ma              | Me              | Gi              | Ve              | Sa              | Do              | Lu              | Ma              | Me              | Gi              | Ve              | Sa              | Do              | Lu              | Ma              | Me              | Gi              | Ve              | Sa              | Do              | Lu              | Ma              |                 |                 |
| Dicembre        | Me              | Gi              | Ve              | Sa              | Do              | Lu              | Ma              | Me              | Gi              | Ve              | Sa              | Do              | Lu              | Ma              | Me              | Gi              | Ve              | Sa              | Do              | Lu              | Ma              | Me              | Gi              | Ve              | Sa              | Do              | Lu              | Ma              | Me              | Gi              | Ve              |                 |